# الذئب إلى المذبح
الذئب إلى المذبح هي رواية بقلم الكاتبة البريطانية روث رندل، نشرت لأول مرة في عام 1967. وهي الكتاب الثالث في سلسلة المفتش ويكسفورد الشهيرة. أنتج مسلسل قصير مقتبس من الرواية عرض على تلفزيون الجنوب [الإنجليزية] في عام 1987.

## الشخصيات
1. المفتش ويكسفورد: كبير مفتشي شرطة كينغسماركهام
2. مايكل بوردن: مفتش
3. روبرت مارغيليس: فنان متجول
4. مارك درايتون: محقق
5. أنيتا مارغيليس: أخت روبرت
6. مونكي ماثيوز: مجرم مدان
7. ليندا غلوفر: بائعة
8. روبي: مدبرة منزل وصاحبة منزل ماهرة